# Kirsten Barnes
Jennifer-Kirsten Barnes (* 26. März 1968 in London, Vereinigtes Königreich) ist eine kanadische Ruderin.
Barnes gewann bei den Panamerikanischen Spielen 1987 mit Kathleen Heddle die Goldmedaille im Zweier ohne Steuerfrau. Bei den Olympischen Spielen 1988 in Seoul belegte sie mit Sarah Ann Ogilvie in der Zweier ohne Steuermann-Regatta den siebten Platz. Vier Jahre später holte sie bei den Spielen in Barcelona im Vierer ohne Steuermann und im Achter die Goldmedaille.
1991 wurde sie sowohl im Vierer ohne Steuerfrau als auch mit dem kanadischen Achter Weltmeisterin.